# أسماك قوس قزح
أسماك قوس قزح (الاسم العلمي: Melanotaeniidae)،أسماك قوس قزح هي عائلة من أسماك المياه العذبة متنوعة الألوان ومن هنا جائت تسميتها والمعروفة باسم (Melanotaeniidae) اسمها العلمي هو ميلانوتاينيا بوسيماني، ويوجد أكثر من 50 نوعاً من أسماك قوس قزح في جميع أنحاء العالم، فصيلة أسماك من رتبة الحساسات التي تعيش في المياه العذبة. توجد في شمال وشرق أستراليا، غينيا الجديدة، وجزر خليج سينديرواسيه في جزر رجا أمبات في إندونيسيا وفي مدغشقر.
بدرجة حموضة الماء تتراوح بين 6 و 7.على درجة حرارة الماء حوالي 22-26 درجة.
يتراوح طول أسماك قوس قزح من 12 سم (4.7 بوصة) إلى أكثر من 20 سم (7.9 بوصة) حسب نوعها

## الانواع

### سمك قوس قزح الاسترالي
سمك قوس قزح نهري استرالي الموطن من نهر موراي يصل طولة الى 5بوصه اي 10سم تفضل البيئات المزروعة

### سمك قوس قزح أكسلورودي
موطنها غينيا الجديدة
تنمو بطول 10سم وعمرها يصل 5سنوات وتفضل الاكل الحي وتعتبر من الاسماك الهادئة تفضل حراره 27-30 مؤية

### سمك قوس قزح سيليس
أسمك قوس قزح سيليس موطنها الاصلي اندونيسيا وتعتبر من الاسماك المسالمة ويصل طولها الى 7.62سم وتعتبر من السمك الحساس من الحرارة

### سمك قوس قزح الشرقية
تتميز ب اللون الفضي او الاصفر ويصل طولها 10سم وتعرف ب اسم قوس قزح الساطعة وهيه من الاسماك السليمة

### سمك قوس قزح سودوميوجل
تعتبر من الاسماك العدوانية صعب تربيتها ويصل طولها الى5سم